# 50 карбованців «1000-річчя давньоруської архітектури (Софійський собор)»
1000-річчя давньоруської архітектури (Софійський собор) (рос. 1000-летие древнерусской архитектуры (Софийский собор)) — золота ювілейна монета СРСР вартістю 50 карбованців, випущена 13 вересня 1988 року.

## Тематика
На монеті було зображено собор Святої Софії — головний православний храм Новгорода, створений в 1045—1050 роках. Протягом століть — духовний центр Новгородської республіки. Це найдавніша церква на території Росії, побудована слов'янами.

## Історія
Починаючи з 1988 року, в СРСР проводилося карбування ювілейних і пам'ятних золотих монет номіналом 50 карбованців, присвячених різним подіям. Ці монети в обіг не надходили і йшли в основному на експорт. Ювілейні та пам'ятні монети приймалися в будь-якому магазині за номінальною вартістю.
13 вересня 1988 в обіг була випущена серія з 6 монет, яка присвячувалася історичним сюжетам, пов'язаних з історією Давньоруської держави і 1000-річчям введення християнства на Русі («1000-річчя давньоруського монетного карбування, літератури, зодчества, хрещення Русі»). Тиражі монет серії склали від 7 до 40 тисяч штук. У цю серію увійшли срібні монети номіналом в 3 карбованці «Софійський собор у Києві», срібна монета в 3 карбованці «Срібник Володимира», золота монета в 50 карбованців «Софійський собор у Новгороді», золота монета в 100 карбованців «Златник Володимира», платинова монета в 150 карбованців «Слово о полку Ігоревім», паладієва монета в 25 карбованців «Пам'ятник князю Володимиру Святославичу». Особливістю цієї серії монет став метал — паладій 999 проби, вперше використаний для карбування монет. Інтерес до паладію пояснюється його приналежністю до платинової групи, відносною стабільністю цін на міжнародному ринку і проявом уваги до нього з боку нумізматів та інвесторів. Практика використання паладію для карбування монет набула поширення в світі лише наприкінці 80-х років. Зазначена серія монет викликала справжній фурор на міжнародному нумізматичному ринку. У 1988 році в Базелі на Міжнародній нумізматичній виставці серія монет з дорогоцінних металів, присвячена 1000-річчю давньоруського карбування, літератури, архітектури та хрещення Русі, була визнана найкращою монетною програмою року і отримала перший приз за якість виготовлення.
Монети карбувалися на Московському монетному дворі (ММД).

## Опис та характеристики монети
| Номінал крб. | Метал  | Проба | Маса (гр) | Діаметр (мм) | Товщина (мм) | Гурт                    | Тираж штук    |
| ------------ | ------ | ----- | --------- | ------------ | ------------ | ----------------------- | ------------- |
| 50           | золото | 900   | 8.75      | 22,6         | 1.7          | рубчастий (200 рифлень) | 25,000 (пруф) |

### Аверс
Зверху герб СРСР з 15 витками стрічки, під ним літери «СССР», нижче ліворуч і праворуч риса, під рискою зліва хімічне позначення «Au» і проба «900» металу з якого зроблена монета, під ними чиста вага дорогоцінного металу «7,78», під рискою праворуч монограма монетного двору «ММД», нижче позначення номіналу монети цифра «50» і нижче слово «РУБЛЕЙ», знизу у канта рік випуску монети «1988».

### Реверс
Зверху уздовж канта слова «1000-ЛЕТИЕ ДРЕВНЕРУССКОГО ЗОДЧЕСТВА», в середині зображення Софійського собору у Великому Новгороді, під ним рік побудови собору «1045», знизу уздовж канта слова розділені крапкою «СОФИЙСКИЙ СОБОР» і «НОВГОРОД».

### Гурт
Рубчастий (200 рифлень).

## Автори
- Художник: А. А. Колодкін
- Скульптор: А. А. Новічков